# Campeonato dos Estados Unidos de Patinação Artística no Gelo
O Campeonato dos Estados Unidos de Patinação Artística no Gelo (em inglês:  United States Figure Skating Championships) é uma competição nacional anual de patinação artística no gelo organizada pela U.S. Figure Skating. Os patinadores competem em quatro eventos, individual masculino, individual feminino, pares e dança no gelo, e nos níveis sênior, júnior, noviço, intermediário e juvenil, e ao contrário da maioria das competições, existem quatro cores de medalhas: ouro (primeiro), prata (segundo), bronze (terceiro) e peltre (quarto).
A competição determina os campeões nacionais e os representantes dos Estados Unidos em competições interncaionais como Campeonato Mundial, Campeonato Mundial Júnior, Campeonato dos Quatro Continentes e os Jogos Olímpicos de Inverno.

## Edições

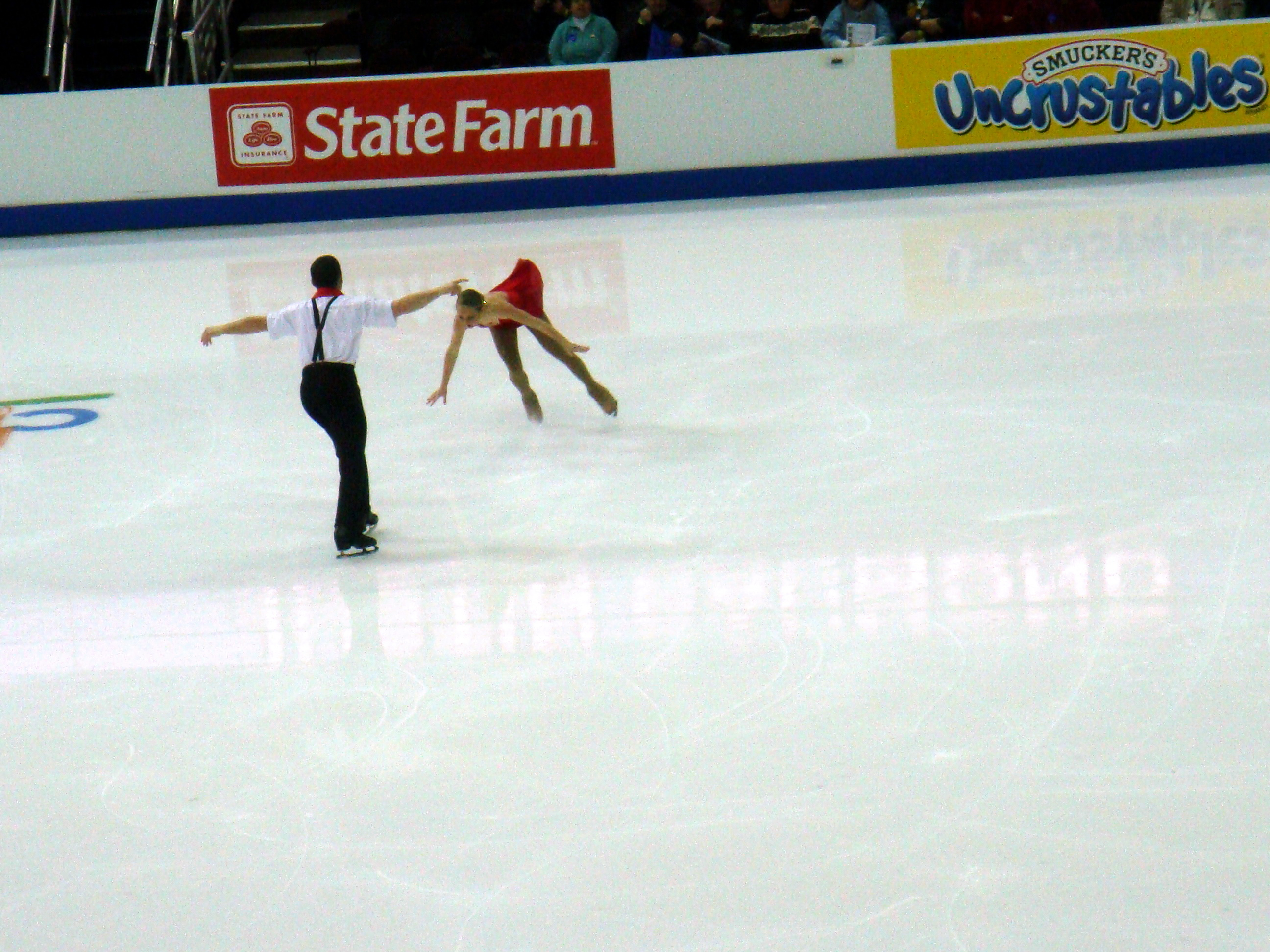
Lisa Moore e Justin Gaumond durante a edição de 2009.

| Ano          | Edição               | Cidade sede                   | Sênior               | Sênior               | Sênior               | Sênior               |                      |
| Ano          | Edição               | Cidade sede                   | M                    | F                    | P                    | D                    |                      |
| ------------ | -------------------- | ----------------------------- | -------------------- | -------------------- | -------------------- | -------------------- | -------------------- |
| 1914         | 1.ª                  | New Haven, Connecticut        | •                    | •                    | •                    | –                    |                      |
| 1915– 1917   | Não houve competição | Não houve competição          | Não houve competição | Não houve competição | Não houve competição | Não houve competição | Não houve competição |
| 1918         | 2.ª                  | Nova Iorque, Nova Iorque      | •                    | •                    | •                    | –                    |                      |
| 1919         | Não houve competição | Não houve competição          | Não houve competição | Não houve competição | Não houve competição | Não houve competição | Não houve competição |
| 1920         | 3.ª                  | Nova Iorque, Nova Iorque      | •                    | •                    | •                    | –                    |                      |
| 1921         | 4.ª                  | Filadélfia, Pensilvânia       | •                    | •                    | •                    | –                    |                      |
| 1922         | 5.ª                  | Boston, Massachusetts         | •                    | •                    | •                    | –                    |                      |
| 1923         | 6.ª                  | New Haven, Connecticut        | •                    | •                    | •                    | –                    |                      |
| 1924         | 7.ª                  | Filadélfia, Pensilvânia       | •                    | •                    | •                    | –                    |                      |
| 1925         | 8.ª                  | Nova Iorque, Nova Iorque      | •                    | •                    | •                    | –                    |                      |
| 1926         | 9.ª                  | Boston, Massachusetts         | •                    | •                    | •                    | –                    |                      |
| 1927         | 10.ª                 | Nova Iorque, Nova Iorque      | •                    | •                    | •                    | –                    |                      |
| 1928         | 11.ª                 | New Haven, Connecticut        | •                    | •                    | •                    | –                    |                      |
| 1929         | 12.ª                 | Nova Iorque, Nova Iorque      | •                    | •                    | •                    | –                    |                      |
| 1930         | 13.ª                 | Providence, Rhode Island      | •                    | •                    | •                    | –                    |                      |
| 1931         | 14.ª                 | Boston, Massachusetts         | •                    | •                    | •                    | –                    |                      |
| 1932         | 15.ª                 | Nova Iorque, Nova Iorque      | •                    | •                    | •                    | –                    |                      |
| 1933         | 16.ª                 | New Haven, Connecticut        | •                    | •                    | •                    | –                    |                      |
| 1934         | 17.ª                 | Filadélfia, Pensilvânia       | •                    | •                    | •                    | –                    |                      |
| 1935         | 18.ª                 | New Haven, Connecticut        | •                    | •                    | •                    | –                    |                      |
| 1936         | 19.ª                 | Nova Iorque, Nova Iorque      | •                    | •                    | •                    | •                    |                      |
| 1937         | 20.ª                 | Chicago, Illinois             | •                    | •                    | •                    | •                    |                      |
| 1938         | 21.ª                 | Filadélfia, Pensilvânia       | •                    | •                    | •                    | •                    |                      |
| 1939         | 22.ª                 | Saint Paul, Minnesota         | •                    | •                    | •                    | •                    |                      |
| 1940         | 23.ª                 | Cleveland, Ohio               | •                    | •                    | •                    | •                    |                      |
| 1941         | 24.ª                 | Boston, Massachusetts         | •                    | •                    | •                    | •                    |                      |
| 1942         | 25.ª                 | Chicago, Illinois             | •                    | •                    | •                    | •                    |                      |
| 1943         | 26.ª                 | Nova Iorque, Nova Iorque      | •                    | •                    | •                    | •                    |                      |
| 1944         | 27.ª                 | Minneapolis, Minnesota        | –                    | •                    | •                    | •                    |                      |
| 1945         | 28.ª                 | Nova Iorque, Nova Iorque      | –                    | •                    | •                    | •                    |                      |
| 1946         | 29.ª                 | Chicago, Illinois             | •                    | •                    | •                    | •                    |                      |
| 1947         | 30.ª                 | Berkeley, Califórnia          | •                    | •                    | •                    | •                    |                      |
| 1948         | 31.ª                 | Colorado Springs, Colorado    | •                    | •                    | •                    | •                    |                      |
| 1949         | 32.ª                 | Colorado Springs, Colorado    | •                    | •                    | •                    | •                    |                      |
| 1950         | 33.ª                 | Washington, D.C.              | •                    | •                    | •                    | •                    |                      |
| 1951         | 34.ª                 | Seattle, Washington           | •                    | •                    | •                    | •                    |                      |
| 1952         | 35.ª                 | Colorado Springs, Colorado    | •                    | •                    | •                    | •                    |                      |
| 1953         | 36.ª                 | Hershey, Pensilvânia          | •                    | •                    | •                    | •                    |                      |
| 1954         | 37.ª                 | Los Angeles, Califórnia       | •                    | •                    | •                    | •                    |                      |
| 1955         | 38.ª                 | Colorado Springs, Colorado    | •                    | •                    | •                    | •                    |                      |
| 1956         | 39.ª                 | Filadélfia, Pensilvânia       | •                    | •                    | •                    | •                    |                      |
| 1957         | 40.ª                 | Berkeley, Califórnia          | •                    | •                    | •                    | •                    |                      |
| 1958         | 41.ª                 | Minneapolis, Minnesota        | •                    | •                    | •                    | •                    |                      |
| 1959         | 42.ª                 | Rochester,Nova Iorque         | •                    | •                    | •                    | •                    |                      |
| 1960         | 43.ª                 | Seattle, Washington           | •                    | •                    | •                    | •                    |                      |
| 1961         | 44.ª                 | Colorado Springs, Colorado    | •                    | •                    | •                    | •                    |                      |
| 1962         | 45.ª                 | Boston, Massachusetts         | •                    | •                    | •                    | •                    |                      |
| 1963         | 46.ª                 | Long Beach, Califórnia        | •                    | •                    | •                    | •                    |                      |
| 1964         | 47.ª                 | Cleveland, Ohio               | •                    | •                    | •                    | •                    |                      |
| 1965         | 48.ª                 | Lake Placid,Nova Iorque       | •                    | •                    | •                    | •                    |                      |
| 1966         | 49.ª                 | Berkeley, Califórnia          | •                    | •                    | •                    | •                    |                      |
| 1967         | 50.ª                 | Omaha, Nebraska               | •                    | •                    | •                    | •                    |                      |
| 1968         | 51.ª                 | Filadélfia, Pensilvânia       | •                    | •                    | •                    | •                    |                      |
| 1969         | 52.ª                 | Seattle, Washington           | •                    | •                    | •                    | •                    |                      |
| 1970         | 53.ª                 | Oklahoma, Oklahoma            | •                    | •                    | •                    | •                    |                      |
| 1971         | 54.ª                 | Buffalo,Nova Iorque           | •                    | •                    | •                    | •                    |                      |
| 1972         | 55.ª                 | Long Beach, Califórnia        | •                    | •                    | •                    | •                    |                      |
| 1973         | 56.ª                 | Minneapolis, Minnesota        | •                    | •                    | •                    | •                    |                      |
| 1974         | 57.ª                 | Providence, Rhode Island      | •                    | •                    | •                    | •                    |                      |
| 1975         | 58.ª                 | Oakland, Califórnia           | •                    | •                    | •                    | •                    |                      |
| 1976         | 59.ª                 | Colorado Springs, Colorado    | •                    | •                    | •                    | •                    |                      |
| 1977         | 60.ª                 | Hartford, Connecticut         | •                    | •                    | •                    | •                    |                      |
| 1978         | 61.ª                 | Portland, Oregon              | •                    | •                    | •                    | •                    |                      |
| 1979         | 62.ª                 | Cincinnati, Ohio              | •                    | •                    | •                    | •                    |                      |
| 1980         | 63.ª                 | Atlanta, Geórgia              | •                    | •                    | •                    | •                    |                      |
| 1981         | 64.ª                 | San Diego, Califórnia         | •                    | •                    | •                    | •                    |                      |
| 1982         | 65.ª                 | Indianápolis, Indiana         | •                    | •                    | •                    | •                    |                      |
| 1983         | 66.ª                 | Pittsburgh, Pensilvânia       | •                    | •                    | •                    | •                    |                      |
| 1984         | 67.ª                 | Salt Lake City, Utah          | •                    | •                    | •                    | •                    |                      |
| 1985         | 68.ª                 | Kansas City, Missouri         | •                    | •                    | •                    | •                    |                      |
| 1986         | 69.ª                 | Uniondale,Nova Iorque         | •                    | •                    | •                    | •                    |                      |
| 1987         | 70.ª                 | Tacoma, Washington            | •                    | •                    | •                    | •                    |                      |
| 1988         | 71.ª                 | Denver, Colorado              | •                    | •                    | •                    | •                    |                      |
| 1989         | 72.ª                 | Baltimore, Maryland           | •                    | •                    | •                    | •                    |                      |
| 1990         | 73.ª                 | Salt Lake City, Utah          | •                    | •                    | •                    | •                    |                      |
| 1991         | 74.ª                 | Minneapolis, Minnesota        | •                    | •                    | •                    | •                    |                      |
| 1992         | 75.ª                 | Orlando, Flórida              | •                    | •                    | •                    | •                    |                      |
| 1993         | 76.ª                 | Phoenix, Arizona              | •                    | •                    | •                    | •                    |                      |
| 1994         | 77.ª                 | Detroit, Michigan             | •                    | •                    | •                    | •                    |                      |
| 1995         | 78.ª                 | Providence, Rhode Island      | •                    | •                    | •                    | •                    |                      |
| 1996         | 79.ª                 | San José, Califórnia          | •                    | •                    | •                    | •                    |                      |
| 1997         | 80.ª                 | Nashville, Tennessee          | •                    | •                    | •                    | •                    |                      |
| 1998         | 81.ª                 | Filadélfia, Pensilvânia       | •                    | •                    | •                    | •                    |                      |
| 1999         | 82.ª                 | Salt Lake City, Utah          | •                    | •                    | •                    | •                    |                      |
| 2000         | 83.ª                 | Cleveland, Ohio               | •                    | •                    | •                    | •                    |                      |
| 2001         | 84.ª                 | Boston, Massachusetts         | •                    | •                    | •                    | •                    |                      |
| 2002         | 85.ª                 | Los Angeles, Califórnia       | •                    | •                    | •                    | •                    |                      |
| 2003         | 86.ª                 | Dallas, Texas                 | •                    | •                    | •                    | •                    |                      |
| 2004         | 87.ª                 | Atlanta, Geórgia              | •                    | •                    | •                    | •                    |                      |
| 2005         | 88.ª                 | Portland, Oregon              | •                    | •                    | •                    | •                    |                      |
| 2006         | 89.ª                 | St. Louis, Missouri           | •                    | •                    | •                    | •                    |                      |
| 2007         | 90.ª                 | Spokane, Washington           | •                    | •                    | •                    | •                    |                      |
| 2008         | 91.ª                 | St. Paul, Minnesota           | •                    | •                    | •                    | •                    |                      |
| 2009         | 92.ª                 | Cleveland, Ohio               | •                    | •                    | •                    | •                    |                      |
| 2010         | 93.ª                 | Spokane, Washington           | •                    | •                    | •                    | •                    |                      |
| 2011         | 94.ª                 | Greensboro, Carolina do Norte | •                    | •                    | •                    | •                    |                      |
| 2012         | 95.ª                 | San José, Califórnia          | •                    | •                    | •                    | •                    |                      |
| 2013         | 96.ª                 | Omaha, Nebraska               | •                    | •                    | •                    | •                    |                      |
| 2014         | 97.ª                 | Boston, Massachusetts         | •                    | •                    | •                    | •                    |                      |
| 2015         | 98.ª                 | Greensboro, Carolina do Norte | •                    | •                    | •                    | •                    |                      |
| 2016         | 99.ª                 | Saint Paul, Minnesota         | •                    | •                    | •                    | •                    |                      |
| 2017         | 100.ª                | Kansas City, Missouri         | •                    | •                    | •                    | •                    |                      |
| 2018         | 101.ª                | San José, Califórnia          | •                    | •                    | •                    | •                    |                      |
| Referências: |                      |                               |                      |                      |                      |                      |                      |

## Lista de medalhistas

### Individual masculino
| Evento                           | Ouro                 | Prata                | Bronze               | Peltre               |                      |
| New Haven 1914 (detalhes)        | Norman M. Scott      | Edward Howland       | Nathaniel Niles      |                      |                      |
| 1915-1917                        | Não houve competição | Não houve competição | Não houve competição | Não houve competição | Não houve competição |
| Nova Iorque 1918 (detalhes)      | Nathaniel Niles      | Karl Engel           | Edward Howland       |                      |                      |
| 1919                             | Não houve competição | Não houve competição | Não houve competição | Não houve competição | Não houve competição |
| Nova Iorque 1920 (detalhes)      | Sherwin Badger       | Nathaniel Niles      | Petros Wahlman       |                      |                      |
| Filadélfia 1921 (detalhes)       | Sherwin Badger       | Nathaniel Niles      | Edward Howland       |                      |                      |
| Boston 1922 (detalhes)           | Sherwin Badger       | Nathaniel Niles      |                      |                      |                      |
| New Haven 1923 (detalhes)        | Sherwin Badger       | Chris Christenson    | Julius Nelson        |                      |                      |
| Filadélfia 1924 (detalhes)       | Sherwin Badger       | Nathaniel Niles      | Chris Christenson    |                      |                      |
| Nova Iorque 1925 (detalhes)      | Nathaniel Niles      | George Braakman      | Carl Engel           |                      |                      |
| Boston 1926 (detalhes)           | Chris Christenson    | Nathaniel Niles      | Ferrier Martin       |                      |                      |
| Nova Iorque 1927 (detalhes)      | Nathaniel Niles      | Roger Turner         | George Braakman      |                      |                      |
| New Haven 1928 (detalhes)        | Roger Turner         | Fredrick Goodridge   | Dr. Walter Langer    |                      |                      |
| Nova Iorque 1929 (detalhes)      | Roger Turner         | Fredrick Goodridge   | J. Lester Madden     |                      |                      |
| Providence 1930 (detalhes)       | Roger Turner         | J. Lester Madden     | George Hill          |                      |                      |
| Boston 1931 (detalhes)           | Roger Turner         | J. Lester Madden     | George Hill          |                      |                      |
| Nova Iorque 1932 (detalhes)      | Roger Turner         | J. Lester Madden     | George Borden        |                      |                      |
| New Haven 1933 (detalhes)        | Roger Turner         | J. Lester Madden     | Robin Lee            |                      |                      |
| Filadélfia 1934 (detalhes)       | Roger Turner         | Robin Lee            | George Hill          |                      |                      |
| New Haven 1935 (detalhes)        | Robin Lee            | Roger Turner         | J. Lester Madden     |                      |                      |
| Nova Iorque 1936 (detalhes)      | Robin Lee            | Erle Reiter          | George Hill          |                      |                      |
| Chicago 1937 (detalhes)          | Robin Lee            | Erle Reiter          | William Nagle        |                      |                      |
| Filadélfia 1938 (detalhes)       | Robin Lee            | Erle Reiter          | Ollie Haupt Jr.      |                      |                      |
| Saint Paul 1939 (detalhes)       | Robin Lee            | Ollie Haupt Jr.      | Eugene Turner        |                      |                      |
| Cleveland 1940 (detalhes)        | Eugene Turner        | Ollie Haupt Jr.      | Skippy Baxter        |                      |                      |
| Boston 1941 (detalhes)           | Eugene Turner        | Arthur Vaughn Jr.    | William Nagle        |                      |                      |
| Chicago 1942 (detalhes)          | Bobby Specht         | William Grimditch    | Arthur Vaughn Jr.    |                      |                      |
| Nova Iorque 1943 (detalhes)      | Arthur Vaughn Jr.    | Arthur Preusch       | William Nagle        |                      |                      |
| 1944-1945                        | Não houve competição | Não houve competição | Não houve competição | Não houve competição | Não houve competição |
| Chicago 1946 (detalhes)          | Richard Button       | James Lochead        | Johm Tuckerman       |                      |                      |
| Berkeley 1947 (detalhes)         | Richard Button       | John Lettengarver    | James Grogan         |                      |                      |
| Colorado Springs 1948 (detalhes) | Richard Button       | James Grogan         | John Lettengarver    |                      |                      |
| Colorado Springs 1949 (detalhes) | Richard Button       | James Grogan         | Hayes Alan Jenkins   |                      |                      |
| Washington DC 1950 (detalhes)    | Richard Button       | Hayes Alan Jenkins   | Richard Dwyer        |                      |                      |
| Seattle 1951 (detalhes)          | Richard Button       | James Grogan         | Hayes Alan Jenkins   |                      |                      |
| Colorado Springs 1952 (detalhes) | Richard Button       | James Grogan         | Hayes Alan Jenkins   |                      |                      |
| Hershey 1953 (detalhes)          | Hayes Alan Jenkins   | Ronald Robertson     | Dudley Richards      |                      |                      |
| Los Angeles 1954 (detalhes)      | Hayes Alan Jenkins   | David Jenkins        | Ronald Robertson     |                      |                      |
| Colorado Springs 1955 (detalhes) | Hayes Alan Jenkins   | David Jenkins        | Hugh Graham          |                      |                      |
| Filadélfia 1956 (detalhes)       | Hayes Alan Jenkins   | Ronald Robertson     | David Jenkins        |                      |                      |
| Berkeley 1957 (detalhes)         | David Jenkins        | Tim Brown            | Tom Moore            |                      |                      |
| Minneapolis 1958 (detalhes)      | David Jenkins        | Tim Brown            | Tom Moore            |                      |                      |
| Rochester 1959 (detalhes)        | David Jenkins        | Tim Brown            | Robert Brewer        | Bradley Lord         |                      |
| Seattle 1960 (detalhes)          | David Jenkins        | Tim Brown            | Robert Brewer        | Bradley Lord         |                      |
| Colorado Springs 1961 (detalhes) | Bradley Lord         | Gregory Kelley       | Tim Brown            | Douglas Ramsay       |                      |
| Boston 1962 (detalhes)           | Monty Hoyt           | Scott Allen          | David Edwards        | James Short          |                      |
| Long Beach 1963 (detalhes)       | Thomas Litz          | Scott Allen          | Monty Hoyt           |                      |                      |
| Cleveland 1964 (detalhes)        | Scott Allen          | Thomas Litz          | Monty Hoyt           |                      |                      |
| Lake Placid 1965 (detalhes)      | Gary Visconti        | Scott Allen          | Tim Wood             | Duane Maki           |                      |
| Berkeley 1966 (detalhes)         | Scott Allen          | Gary Visconti        | Billy Chapel         | Tim Wood             |                      |
| Omaha 1967 (detalhes)            | Gary Visconti        | Scott Allen          | Tim Wood             | John Misha Petkevich |                      |
| Filadélfia 1968 (detalhes)       | Tim Wood             | Gary Visconti        | John Misha Petkevich |                      |                      |
| Seattle 1969 (detalhes)          | Tim Wood             | John Misha Petkevich | Gary Visconti        |                      |                      |
| Tulsa 1970 (detalhes)            | Tim Wood             | John Misha Petkevich | Kenneth Shelley      | Roger Bass           |                      |
| Buffalo 1971 (detalhes)          | John Misha Petkevich | Kenneth Shelley      | Gordon McKellen Jr.  | James Demogines      |                      |
| Long Beach 1972 (detalhes)       | Kenneth Shelley      | John Misha Petkevich | Gordon McKellen Jr.  | John Baldwin         |                      |
| Minneapolis 1973 (detalhes)      | Gordon McKellen Jr.  | Robert Bradshaw      | David Santee         |                      |                      |
| Providence 1974 (detalhes)       | Gordon McKellen Jr.  | Terry Kubicka        | Charles Tickner      |                      |                      |
| Oakland 1975 (detalhes)          | Gordon McKellen Jr.  | Terry Kubicka        | Charles Tickner      | Ken Newfield         |                      |
| Colorado Springs 1976 (detalhes) | Terry Kubicka        | David Santee         | Scott Cramer         | Charles Tickner      |                      |
| Hartford 1977 (detalhes)         | Charles Tickner      | Scott Cramer         | David Santee         | John Carlow Jr.      |                      |
| Portland 1978 (detalhes)         | Charles Tickner      | David Santee         | Scott Hamilton       |                      |                      |
| Cincinnati 1979 (detalhes)       | Charles Tickner      | Scott Cramer         | David Santee         | Scott Hamilton       |                      |
| Atlanta 1980 (detalhes)          | Charles Tickner      | David Santee         | Scott Hamilton       | Scott Cramer         |                      |
| San Diego 1981 (detalhes)        | Scott Hamilton       | David Santee         | Robert Wagenhoffer   |                      |                      |
| Indianapolis 1982 (detalhes)     | Scott Hamilton       | Robert Wagenhoffer   | David Santee         | Brian Boitano        |                      |
| Pittsburgh 1983 (detalhes)       | Scott Hamilton       | Brian Boitano        | Mark Cockerell       | Bobby Beauchamp      |                      |
| Salt Lake City 1984 (detalhes)   | Scott Hamilton       | Brian Boitano        | Mark Cockerell       | Paul Wylie           |                      |
| Kansas City 1985 (detalhes)      | Brian Boitano        | Mark Cockerell       | Scott Williams       | Christopher Bowman   |                      |
| Uniondale 1986 (detalhes)        | Brian Boitano        | Scott Williams       | Daniel Doran         | Angelo D'Agostino    |                      |
| Tacoma 1987 (detalhes)           | Brian Boitano        | Christopher Bowman   | Scott Williams       | Daniel Doran         |                      |
| Denver 1988 (detalhes)           | Brian Boitano        | Paul Wylie           | Christopher Bowman   | Daniel Doran         |                      |
| Baltimore 1989 (detalhes)        | Christopher Bowman   | Daniel Doran         | Paul Wylie           | Erik Larson          |                      |
| Salt Lake City 1990 (detalhes)   | Todd Eldredge        | Paul Wylie           | Mark Mitchell        | Erik Larson          |                      |
| Minneapolis 1991 (detalhes)      | Todd Eldredge        | Christopher Bowman   | Paul Wylie           | Mark Mitchell        |                      |
| Orlando 1992 (detalhes)          | Christopher Bowman   | Paul Wylie           | Mark Mitchell        | Scott Davis          |                      |
| Phoenix 1993 (detalhes)          | Scott Davis          | Mark Mitchell        | Michael Chack        | Aren Nielsen         |                      |
| Detroit 1994 (detalhes)          | Scott Davis          | Brian Boitano        | Aren Nielsen         | Todd Eldredge        |                      |
| Providence 1995 (detalhes)       | Todd Eldredge        | Scott Davis          | Aren Nielsen         | Damon Allen          |                      |
| San Jose 1996 (detalhes)         | Rudy Galindo         | Todd Eldredge        | Daniel Hollander     | Scott Davis          |                      |
| Nashville 1997 (detalhes)        | Todd Eldredge        | Michael Weiss        | Daniel Hollander     | Scott Davis          |                      |
| Filadélfia 1998 (detalhes)       | Todd Eldredge        | Michael Weiss        | Scott Davis          | Shepherd Clark       |                      |
| Salt Lake City 1999 (detalhes)   | Michael Weiss        | Trifun Zivanovic     | Timothy Goebel       | Matthew Savoie       |                      |
| Cleveland 2000 (detalhes)        | Michael Weiss        | Timothy Goebel       | Trifun Zivanovic     | Matthew Savoie       |                      |
| Boston 2001 (detalhes)           | Timothy Goebel       | Todd Eldredge        | Matthew Savoie       | Michael Weiss        |                      |
| Los Angeles 2002 (detalhes)      | Todd Eldredge        | Timothy Goebel       | Michael Weiss        | Matthew Savoie       |                      |
| Dallas 2003 (detalhes)           | Michael Weiss        | Timothy Goebel       | Ryan Jahnke          | Scott Smith          |                      |
| Atlanta 2004 (detalhes)          | Johnny Weir          | Michael Weiss        | Matthew Savoie       | Ryan Jahnke          |                      |
| Portland 2005 (detalhes)         | Johnny Weir          | Timothy Goebel       | Evan Lysacek         | Matthew Savoie       |                      |
| St. Louis 2006 (detalhes)        | Johnny Weir          | Evan Lysacek         | Matthew Savoie       | Michael Weiss        |                      |
| Spokane 2007 (detalhes)          | Evan Lysacek         | Ryan Bradley         | Johnny Weir          | Jeremy Abbott        |                      |
| Saint Paul 2008 (detalhes)       | Evan Lysacek         | Johnny Weir          | Stephen Carriere     | Jeremy Abbott        |                      |
| Cleveland 2009 (detalhes)        | Jeremy Abbott        | Brandon Mroz         | Evan Lysacek         | Ryan Bradley         |                      |
| Spokane 2010 (detalhes)          | Jeremy Abbott        | Evan Lysacek         | Johnny Weir          | Ryan Bradley         |                      |
| Greensboro 2011 (detalhes)       | Ryan Bradley         | Richard Dornbush     | Ross Miner           | Jeremy Abbott        |                      |
| San José 2012 (detalhes)         | Jeremy Abbott        | Adam Rippon          | Ross Miner           | Armin Mahbanoozadeh  |                      |
| Omaha 2013 (detalhes)            | Max Aaron            | Ross Miner           | Jeremy Abbott        | Joshua Farris        |                      |
| Boston 2014 (detalhes)           | Jeremy Abbott        | Jason Brown          | Max Aaron            | Joshua Farris        |                      |
| Greensboro 2015 (detalhes)       | Jason Brown          | Adam Rippon          | Joshua Farris        | Max Aaron            |                      |
| Saint Paul 2016 (detalhes)       | Adam Rippon          | Max Aaron            | Nathan Chen          | Grant Hochstein      |                      |
| Kansas City 2017 (detalhes)      | Nathan Chen          | Vincent Zhou         | Jason Brown          | Grant Hochstein      |                      |
| San José 2018 (detalhes)         | Nathan Chen          | Ross Miner           | Vincent Zhou         | Adam Rippon          |                      |
| Referências:                     |                      |                      |                      |                      |                      |

### Individual feminino
| Evento                           | Ouro                   | Prata                  | Bronze                 | Peltre                |                      |
| New Haven 1914 (detalhes)        | Theresa Weld           | Edith Rotch            | Raynham Townshend      |                       |                      |
| 1915-1917                        | Não houve competição   | Não houve competição   | Não houve competição   | Não houve competição  | Não houve competição |
| Nova Iorque 1918 (detalhes)      | Rosemary Beresford     | Theresa Weld           |                        |                       |                      |
| 1919                             | Não houve competição   | Não houve competição   | Não houve competição   | Não houve competição  | Não houve competição |
| Nova Iorque 1920 (detalhes)      | Theresa Weld           | Martha Brown           | Lilian Cramer          |                       |                      |
| Filadélfia 1921 (detalhes)       | Theresa Weld Blanchard | Lilian Cramer          |                        |                       |                      |
| Boston 1922 (detalhes)           | Theresa Weld Blanchard | Beatrix Loughran       |                        |                       |                      |
| New Haven 1923 (detalhes)        | Theresa Weld Blanchard | Beatrix Loughran       | Lilian Cramer          |                       |                      |
| Filadélfia 1924 (detalhes)       | Theresa Weld Blanchard | Rosalie Knapp          |                        |                       |                      |
| Nova Iorque 1925 (detalhes)      | Beatrix Loughran       | Theresa Weld Blanchard | Rosalie Knapp          |                       |                      |
| Boston 1926 (detalhes)           | Beatrix Loughran       | Theresa Weld Blanchard | Maribel Vinson         |                       |                      |
| Nova Iorque 1927 (detalhes)      | Beatrix Loughran       | Maribel Vinson         | Theresa Weld Blanchard |                       |                      |
| New Haven 1928 (detalhes)        | Maribel Vinson         | Suzanne Davis          |                        |                       |                      |
| Nova Iorque 1929 (detalhes)      | Maribel Vinson         | Edith Secord           | Suzanne Davis          |                       |                      |
| Providence 1930 (detalhes)       | Maribel Vinson         | Edith Secord           | Suzanne Davis          |                       |                      |
| Boston 1931 (detalhes)           | Maribel Vinson         | Edith Secord           | Hulda Berger           |                       |                      |
| Nova Iorque 1932 (detalhes)      | Maribel Vinson         | Margaret Bennett       | Louise Weigel          |                       |                      |
| New Haven 1933 (detalhes)        | Maribel Vinson         | Suzanne Davis          | Louise Weigel          |                       |                      |
| Filadélfia 1934 (detalhes)       | Suzanne Davis          | Louise Weigel          | Estelle Weigel         |                       |                      |
| New Haven 1935 (detalhes)        | Maribel Vinson         | Suzanne Davis          | Louise Weigel          |                       |                      |
| Nova Iorque 1936 (detalhes)      | Maribel Vinson         | Louise Weigel          | Audrey Peppe           |                       |                      |
| Chicago 1937 (detalhes)          | Maribel Vinson         | Polly Blodgett         | Katherine Durbrow      |                       |                      |
| Filadélfia 1938 (detalhes)       | Joan Tozzer            | Audrey Peppe           | Polly Blodgett         | Jane Vaughn           |                      |
| Saint Paul 1939 (detalhes)       | Joan Tozzer            | Audrey Peppe           | Charlotte Walther      |                       |                      |
| Cleveland 1940 (detalhes)        | Joan Tozzer            | Hedy Stenuf            | Jane Vaughn            |                       |                      |
| Boston 1941 (detalhes)           | Jane Vaughn            | Gretchen Merrill       | Charlotte Walther      |                       |                      |
| Chicago 1942 (detalhes)          | Jane Vaughn Sullivan   | Gretchen Merrill       | Phebe Tucker           |                       |                      |
| Nova Iorque 1943 (detalhes)      | Gretchen Merrill       | Dorothy Goos           | Janette Ahrens         |                       |                      |
| Minneapolis 1944 (detalhes)      | Gretchen Merrill       | Dorothy Goos           | Ramona Allen           |                       |                      |
| Nova Iorque 1945 (detalhes)      | Gretchen Merrill       | Janette Ahrens         | Madelon Olson          |                       |                      |
| Chicago 1946 (detalhes)          | Gretchen Merrill       | Janette Ahrens         | Madelon Olson          |                       |                      |
| Berkeley 1947 (detalhes)         | Gretchen Merrill       | Janette Ahrens         | Eileen Seigh           |                       |                      |
| Colorado Springs 1948 (detalhes) | Gretchen Merrill       | Yvonne C. Sherman      | Helen Uhl              |                       |                      |
| Colorado Springs 1949 (detalhes) | Yvonne C. Sherman      | Gretchen Merrill       | Virginia Baxter        |                       |                      |
| Washington DC 1950 (detalhes)    | Yvonne C. Sherman      | Sonya Klopfer          | Virginia Baxter        |                       |                      |
| Seattle 1951 (detalhes)          | Sonya Klopfer          | Tenley Albright        | Virginia Baxter        |                       |                      |
| Colorado Springs 1952 (detalhes) | Tenley Albright        | Frances Dorsey         | Helen Geekie           |                       |                      |
| Hershey 1953 (detalhes)          | Tenley Albright        | Carol Heiss            | Margaret Graham        | Margaret Dean         |                      |
| Los Angeles 1954 (detalhes)      | Tenley Albright        | Carol Heiss            | Frances Dorsey         | Margaret Graham       |                      |
| Colorado Springs 1955 (detalhes) | Tenley Albright        | Carol Heiss            | Catherine Machado      | Patricia Firth        |                      |
| Filadélfia 1956 (detalhes)       | Tenley Albright        | Carol Heiss            | Catherine Machado      | Mary Anne Dorsey      |                      |
| Berkeley 1957 (detalhes)         | Carol Heiss            | Joan Schenke           | Claralynn Lewis        | Nancy Heiss           |                      |
| Minneapolis 1958 (detalhes)      | Carol Heiss            | Carol Wanek            | Lynn Finnegan          | Nancy Heiss           |                      |
| Rochester 1959 (detalhes)        | Carol Heiss            | Nancy Heiss            | Barbara Roles          | Lynn Finnegan         |                      |
| Seattle 1960 (detalhes)          | Carol Heiss            | Barbara Roles          | Laurence Owen          | Stephanie Westerfeld  |                      |
| Colorado Springs 1961 (detalhes) | Laurence Owen          | Stephanie Westerfeld   | Rhode Lee Michelson    | Karen Howland         |                      |
| Boston 1962 (detalhes)           | Barbara Roles Pursley  | Lorraine Hanlon        | Victoria Fisher        | Frances Gold          |                      |
| Long Beach 1963 (detalhes)       | Lorraine Hanlon        | Christine Haigler      | Karen Howland          |                       |                      |
| Cleveland 1964 (detalhes)        | Peggy Fleming          | Albertina Noyes        | Christine Haigler      | Lorraine Hanlon       |                      |
| Lake Placid 1965 (detalhes)      | Peggy Fleming          | Christine Haigler      | Albertina Noyes        | Myrna Bodek           |                      |
| Berkeley 1966 (detalhes)         | Peggy Fleming          | Albertina Noyes        | Pamela Schneider       |                       |                      |
| Omaha 1967 (detalhes)            | Peggy Fleming          | Albertina Noyes        | Jennie Walsh           | Janet Lynn            |                      |
| Filadélfia 1968 (detalhes)       | Peggy Fleming          | Albertina Noyes        | Janet Lynn             |                       |                      |
| Seattle 1969 (detalhes)          | Janet Lynn             | Julie Lynn Holmes      | Albertina Noyes        | Dawn Glab             |                      |
| Tulsa 1970 (detalhes)            | Janet Lynn             | Julie Lynn Holmes      | Dawn Glab              | Jennie Walsh          |                      |
| Buffalo 1971 (detalhes)          | Janet Lynn             | Julie Lynn Holmes      | Suna Murray            | Dawn Glab             |                      |
| Long Beach 1972 (detalhes)       | Janet Lynn             | Julie Lynn Holmes      | Suna Murray            | Dorothy Hamill        |                      |
| Minneapolis 1973 (detalhes)      | Janet Lynn             | Dorothy Hamill         | Juli McKinstry         |                       |                      |
| Providence 1974 (detalhes)       | Dorothy Hamill         | Juli McKinstry         | Kath Malmberg          |                       |                      |
| Oakland 1975 (detalhes)          | Dorothy Hamill         | Wendy Burge            | Kath Malmberg          | Barbie Smith          |                      |
| Colorado Springs 1976 (detalhes) | Dorothy Hamill         | Linda Fratianne        | Wendy Burge            |                       |                      |
| Hartford 1977 (detalhes)         | Linda Fratianne        | Barbie Smith           | Wendy Burge            |                       |                      |
| Portland 1978 (detalhes)         | Linda Fratianne        | Lisa-Marie Allen       | Priscilla Hill         | Carrie Rugh           |                      |
| Cincinnati 1979 (detalhes)       | Linda Fratianne        | Lisa-Marie Allen       | Carrie Rugh            |                       |                      |
| Atlanta 1980 (detalhes)          | Linda Fratianne        | Lisa-Marie Allen       | Sandy Lenz             | Elaine Zayak          |                      |
| San Diego 1981 (detalhes)        | Elaine Zayak           | Priscilla Hill         | Lisa-Marie Allen       | Rosalynn Sumners      |                      |
| Indianapolis 1982 (detalhes)     | Rosalynn Sumners       | Vikki de Vries         | Elaine Zayak           | Jackie Farrell        |                      |
| Pittsburgh 1983 (detalhes)       | Rosalynn Sumners       | Elaine Zayak           | Tiffany Chin           | Vikki de Vries        |                      |
| Salt Lake City 1984 (detalhes)   | Rosalynn Sumners       | Tiffany Chin           | Elaine Zayak           | Jill Frost            |                      |
| Kansas City 1985 (detalhes)      | Tiffany Chin           | Debi Thomas            | Caryn Kadavy           | Kathryn Adams         |                      |
| Uniondale 1986 (detalhes)        | Debi Thomas            | Caryn Kadavy           | Tiffany Chin           | Tracey Damigella      |                      |
| Tacoma 1987 (detalhes)           | Jill Trenary           | Debi Thomas            | Caryn Kadavy           | Tiffany Chin          |                      |
| Denver 1988 (detalhes)           | Debi Thomas            | Jill Trenary           | Caryn Kadavy           | Jeri Campbell         |                      |
| Baltimore 1989 (detalhes)        | Jill Trenary           | Kristi Yamaguchi       | Tonya Harding          | Holly Cook            |                      |
| Salt Lake City 1990 (detalhes)   | Jill Trenary           | Kristi Yamaguchi       | Holly Cook             | Nancy Kerrigan        |                      |
| Minneapolis 1991 (detalhes)      | Tonya Harding          | Kristi Yamaguchi       | Nancy Kerrigan         | Tonia Kwiatkowski     |                      |
| Orlando 1992 (detalhes)          | Kristi Yamaguchi       | Nancy Kerrigan         | Tonya Harding          | Lisa Ervin            |                      |
| Phoenix 1993 (detalhes)          | Nancy Kerrigan         | Lisa Ervin             | Tonia Kwiatkowski      | Tonya Harding         |                      |
| Detroit 1994 (detalhes)          | No champion†           | Michelle Kwan          | Nicole Bobek           | Elaine Zayak          |                      |
| Providence 1995 (detalhes)       | Nicole Bobek           | Michelle Kwan          | Tonia Kwiatkowski      | Kyoko Ina             |                      |
| San Jose 1996 (detalhes)         | Michelle Kwan          | Tonia Kwiatkowski      | Tara Lipinski          | Sydne Vogel           |                      |
| Nashville 1997 (detalhes)        | Tara Lipinski          | Michelle Kwan          | Nicole Bobek           | Angela Nikodinov      |                      |
| Filadélfia 1998 (detalhes)       | Michelle Kwan          | Tara Lipinski          | Nicole Bobek           | Tonia Kwiatkowski     |                      |
| Salt Lake City 1999 (detalhes)   | Michelle Kwan          | Naomi Nari Nam         | Angela Nikodinov       | Sarah Hughes          |                      |
| Cleveland 2000 (detalhes)        | Michelle Kwan          | Sasha Cohen            | Sarah Hughes           | Angela Nikodinov      |                      |
| Boston 2001 (detalhes)           | Michelle Kwan          | Sarah Hughes           | Angela Nikodinov       | Jennifer Kirk         |                      |
| Los Angeles 2002 (detalhes)      | Michelle Kwan          | Sasha Cohen            | Sarah Hughes           | Angela Nikodinov      |                      |
| Dallas 2003 (detalhes)           | Michelle Kwan          | Sarah Hughes           | Sasha Cohen            | Ann Patrice McDonough |                      |
| Atlanta 2004 (detalhes)          | Michelle Kwan          | Sasha Cohen            | Jennifer Kirk          | Amber Corwin          |                      |
| Portland 2005 (detalhes)         | Michelle Kwan          | Sasha Cohen            | Kimmie Meissner        | Jennifer Kirk         |                      |
| St. Louis 2006 (detalhes)        | Sasha Cohen            | Kimmie Meissner        | Emily Hughes           | Katy Taylor           |                      |
| Spokane 2007 (detalhes)          | Kimmie Meissner        | Emily Hughes           | Alissa Czisny          | Beatrisa Liang        |                      |
| Saint Paul 2008 (detalhes)       | Mirai Nagasu           | Rachael Flatt          | Ashley Wagner          | Caroline Zhang        |                      |
| Cleveland 2009 (detalhes)        | Alissa Czisny          | Rachael Flatt          | Caroline Zhang         | Ashley Wagner         |                      |
| Spokane 2010 (detalhes)          | Rachael Flatt          | Mirai Nagasu           | Ashley Wagner          | Sasha Cohen           |                      |
| Greensboro 2011 (detalhes)       | Alissa Czisny          | Rachael Flatt          | Mirai Nagasu           | Agnes Zawadzki        |                      |
| San José 2012 (detalhes)         | Ashley Wagner          | Alissa Czisny          | Agnes Zawadzki         | Caroline Zhang        |                      |
| Omaha 2013 (detalhes)            | Ashley Wagner          | Gracie Gold            | Agnes Zawadzki         | Courtney Hicks        |                      |
| Boston 2014 (detalhes)           | Gracie Gold            | Polina Edmunds         | Mirai Nagasu           | Ashley Wagner         |                      |
| Greensboro 2015 (detalhes)       | Ashley Wagner          | Gracie Gold            | Karen Chen             | Polina Edmunds        |                      |
| Saint Paul 2016 (detalhes)       | Gracie Gold            | Polina Edmunds         | Ashley Wagner          | Mirai Nagasu          |                      |
| Kansas City 2017 (detalhes)      | Karen Chen             | Ashley Wagner          | Mariah Bell            | Mirai Nagasu          |                      |
| San José 2018 (detalhes)         | Bradie Tennell         | Mirai Nagasu           | Karen Chen             | Ashley Wagner         |                      |
| Referências:                     |                        |                        |                        |                       |                      |

### Duplas
| Evento                           | Ouro                                        | Prata                                       | Bronze                                | Peltre                             |                      |
| New Haven 1914 (detalhes)        | Jeanne Chevalier Norman M. Scott            | Theresa Weld Nathaniel Niles                | Eleanor Crocker Edward Howland        |                                    |                      |
| 1915-1917                        | Não houve competição                        | Não houve competição                        | Não houve competição                  | Não houve competição               | Não houve competição |
| Nova Iorque 1918 (detalhes)      | Theresa Weld Nathaniel Niles                | Clara Frothingham Sherwin Badger            |                                       |                                    |                      |
| 1919                             | Não houve competição                        | Não houve competição                        | Não houve competição                  | Não houve competição               | Não houve competição |
| Nova Iorque 1920 (detalhes)      | Theresa Weld Nathaniel Niles                | Edith Rotch Sherwin Badger                  |                                       |                                    |                      |
| Filadélfia 1921 (detalhes)       | Theresa Weld Blanchard Nathaniel Niles      | Mrs. Edward Howland Edward Howland          | Clara Frothingham Charles Rotch       |                                    |                      |
| Boston 1922 (detalhes)           | Theresa Weld Blanchard Nathaniel Niles      | Mrs. Edward Howland Edward Howland          | Edith Rotch Francis Munroe            |                                    |                      |
| New Haven 1923 (detalhes)        | Theresa Weld Blanchard Nathaniel Niles      |                                             |                                       |                                    |                      |
| Filadélfia 1924 (detalhes)       | Theresa Weld Blanchard Nathaniel Niles      | Grace Munstock Joel Liberman                |                                       |                                    |                      |
| Nova Iorque 1925 (detalhes)      | Theresa Weld Blanchard Nathaniel Niles      | Ada Bauman George Braakman                  | Grace Munstock Joel Liberman          |                                    |                      |
| Boston 1926 (detalhes)           | Theresa Weld Blanchard Nathaniel Niles      | Sydney Goode James Greene                   | Grace Munstock Joel Liberman          |                                    |                      |
| Nova Iorque 1927 (detalhes)      | Theresa Weld Blanchard Nathaniel Niles      | Beatrix Loughran Raymond Harvey             | Ada Bauman George Braakman            |                                    |                      |
| New Haven 1928 (detalhes)        | Maribel Vinson Thornton Coolidge            | Theresa Weld Blanchard Nathaniel Niles      | Ada Bauman George Braakman            |                                    |                      |
| Nova Iorque 1929 (detalhes)      | Maribel Vinson Thornton Coolidge            | Theresa Weld Blanchard Nathaniel Niles      | Edith Secord Joseph Savage            |                                    |                      |
| Providence 1930 (detalhes)       | Beatrix Loughran Sherwin Badger             | Maribel Vinson George Hill                  | Edith Secord Joseph Savage            |                                    |                      |
| Boston 1931 (detalhes)           | Beatrix Loughran Sherwin Badger             | Maribel Vinson George Hill                  | Grace Madden J. Lester Madden         |                                    |                      |
| Nova Iorque 1932 (detalhes)      | Beatrix Loughran Sherwin Badger             | Maribel Vinson George Hill                  | Gertrude Meredith Joseph Savage       |                                    |                      |
| New Haven 1933 (detalhes)        | Maribel Vinson George Hill                  | Grace Madden J. Lester Madden               | Gertrude Meredith Joseph Savage       |                                    |                      |
| Filadélfia 1934 (detalhes)       | Grace Madden J. Lester Madden               | Eva Schwerdt William Bruns                  |                                       |                                    |                      |
| New Haven 1935 (detalhes)        | Maribel Vinson George Hill                  | Grace Madden J. Lester Madden               | Eva Schwerdt William Bruns            |                                    |                      |
| Nova Iorque 1936 (detalhes)      | Maribel Vinson George Hill                  | Polly Blodgett Roger Turner                 | Marjorie Parker Howard Meredith       |                                    |                      |
| Chicago 1937 (detalhes)          | Maribel Vinson George Hill                  | Grace Madden J. Lester Madden               | Joan Tozzer Bernard Fox               |                                    |                      |
| Filadélfia 1938 (detalhes)       | Joan Tozzer Bernard Fox                     | Grace Madden J. Lester Madden               | Ardelle Sanderson Roland Janson       |                                    |                      |
| Saint Paul 1939 (detalhes)       | Joan Tozzer Bernard Fox                     | Annah M. Hall William Hall                  | Eva Schwerdt Bruns William Bruns      |                                    |                      |
| Cleveland 1940 (detalhes)        | Joan Tozzer Bernard Fox                     | Hedy Stenuf Skippy Baxter                   | Eva Schwerdt Bruns William Bruns      |                                    |                      |
| Boston 1941 (detalhes)           | Donna Atwood Eugene Turner                  | Patricia Vaeth Jack Might                   | Joan Mitchell Bobby Specht            |                                    |                      |
| Chicago 1942 (detalhes)          | Doris Schubach Walter Noffke                | Janette Ahrens Robert Uppgren               | Margaret Field Jack Might             |                                    |                      |
| Nova Iorque 1943 (detalhes)      | Doris Schubach Walter Noffke                | Janette Ahrens Robert Uppgren               | Dorothy Goos Edward LeMaire           |                                    |                      |
| Minneapolis 1944 (detalhes)      | Doris Schubach Walter Noffke                | Janette Ahrens Arthur Preusch               | Marcella May James Lochead            |                                    |                      |
| Nova Iorque 1945 (detalhes)      | Donna J. Pospisil Jean Pierre Brunet        | Ann McGean Michael McGean                   | Marcella May Willis James Lochead     |                                    |                      |
| Chicago 1946 (detalhes)          | Donna J. Pospisil Jean Pierre Brunet        | Karol Kennedy Peter Kennedy                 | Patty Sonnekson Charles Brinkman      |                                    |                      |
| Berkeley 1947 (detalhes)         | Yvonne Sherman Robert Swenning              | Karol Kennedy Peter Kennedy                 | Carolyn Welch Charles Brinkman        |                                    |                      |
| Colorado Springs 1948 (detalhes) | Karol Kennedy Peter Kennedy                 | Yvonne Sherman Robert Swenning              | Harriet Sutton Lyman Wakefield        |                                    |                      |
| Colorado Springs 1949 (detalhes) | Karol Kennedy Peter Kennedy                 | Irene Maguire Walter Muehlbronner           | Anne Davies Carleton Hoffner          |                                    |                      |
| Washington DC 1950 (detalhes)    | Karol Kennedy Peter Kennedy                 | Irene Maguire Walter Muehlbronner           | Anne Davies Carleton Hoffner          |                                    |                      |
| Seattle 1951 (detalhes)          | Karol Kennedy Peter Kennedy                 | Janet Gerhauser John Nightingale            | Anne Holt Austin Holt                 |                                    |                      |
| Colorado Springs 1952 (detalhes) | Karol Kennedy Peter Kennedy                 | Janet Gerhauser John Nightingale            |                                       |                                    |                      |
| Hershey 1953 (detalhes)          | Carole Ormaca Robin Greiner                 | Margaret A. Graham Hugh C. Graham           | Kay Servatius Sully Kothman           |                                    |                      |
| Los Angeles 1954 (detalhes)      | Carole Ormaca Robin Greiner                 | Margaret A. Graham Hugh C. Graham           | Lucille Ash Sully Kothman             |                                    |                      |
| Colorado Springs 1955 (detalhes) | Carole Ormaca Robin Greiner                 | Lucille Ash Sully Kothman                   | Agnes Tyson Robert Swenning           |                                    |                      |
| Filadélfia 1956 (detalhes)       | Carole Ormaca Robin Greiner                 | Lucille Ash Sully Kothman                   | Maribel Owen Charles Foster           |                                    |                      |
| Berkeley 1957 (detalhes)         | Nancy Rouillard Ronald Ludington            | Mary J. Watson John Jarmon                  | Anita Tefkin James Barlow             |                                    |                      |
| Minneapolis 1958 (detalhes)      | Nancy Rouillard Ludington Ronald Ludington  | Sheila Wells Robin Greiner                  | Maribel Owen Dudley Richards          |                                    |                      |
| Rochester 1959 (detalhes)        | Nancy Ludington Ronald Ludington            | Gayle Freed Karl Freed                      | Maribel Owen Dudley Richards          | Ila Ray Hadley Ray Hadley Jr.      |                      |
| Seattle 1960 (detalhes)          | Nancy Ludington Ronald Ludington            | Maribel Owen Dudley Richards                | Ila Ray Hadley Ray Hadley Jr.         | Gayle Freed Karl Freed             |                      |
| Colorado Springs 1961 (detalhes) | Maribel Owen Dudley Richards                | Ila Ray Hadley Ray Hadley Jr.               | Laurie Hickox William Hickox          | Janet Browning Jim Browning        |                      |
| Boston 1962 (detalhes)           | Dorothyann Nelson Pieter Kollen             | Judianne Fotheringill Jerry Fotheringill    | Vivian Joseph Ronald Joseph           | Janet Browning Jim Browning        |                      |
| Long Beach 1963 (detalhes)       | Judianne Fotheringill Jerry Fotheringill    | Vivian Joseph Ronald Joseph                 | Patti Gustafson Pieter Kollen         |                                    |                      |
| Cleveland 1964 (detalhes)        | Judianne Fotheringill Jerry Fotheringill    | Vivian Joseph Ronald Joseph                 | Cynthia Kauffman Ronald Kauffman      |                                    |                      |
| Lake Placid 1965 (detalhes)      | Vivian Joseph Ronald Joseph                 | Cynthia Kauffman Ronald Kauffman            | Joanne Heckart Gary Clark             | Barbara Yaggi Gene Floyd           |                      |
| Berkeley 1966 (detalhes)         | Cynthia Kauffman Ronald Kauffman            | Susan Behrens Roy Wagelein                  | Page Paulsen Larry Duisch             |                                    |                      |
| Omaha 1967 (detalhes)            | Cynthia Kauffman Ronald Kauffman            | Susan Behrens Roy Wagelein                  | Betty Lewis Richard Gilbert           |                                    |                      |
| Filadélfia 1968 (detalhes)       | Cynthia Kauffman Ronald Kauffman            | Sandi Sweitzer Roy Wagelein                 | JoJo Starbuck Kenneth Shelley         | Betty Lewis Richard Gilbert        |                      |
| Seattle 1969 (detalhes)          | Cynthia Kauffman Ronald Kauffman            | JoJo Starbuck Kenneth Shelley               | Melissa Militano Mark Militano        | Sheri Thrapp Larry Duisch          |                      |
| Tulsa 1970 (detalhes)            | JoJo Starbuck Kenneth Shelley               | Melissa Militano Mark Militano              | Sheri Thrapp Larry Duisch             | Kathy Normile Gregory Taylor       |                      |
| Buffalo 1971 (detalhes)          | JoJo Starbuck Kenneth Shelley               | Melissa Militano Mark Militano              | Barbara Brown Doug Berndt             | Sheri Thrapp Larry Duisch          |                      |
| Long Beach 1972 (detalhes)       | JoJo Starbuck Kenneth Shelley               | Melissa Militano Mark Militano              | Barbara Brown Doug Berndt             | Cozette Cady Jack Courtney         |                      |
| Minneapolis 1973 (detalhes)      | Melissa Militano Mark Militano              | Gale Fuhrman Joel Fuhrman                   | Emily Benenson Johnny Johns           | Debbie Hughes Philip Grout         |                      |
| Providence 1974 (detalhes)       | Melissa Militano Johnny Johns               | Tai Babilonia Randy Gardner                 | Erika Susman Thomas Huff              |                                    |                      |
| Oakland 1975 (detalhes)          | Melissa Militano Johnny Johns               | Tai Babilonia Randy Gardner                 | Emily Benenson Jack Courtney          | Erika Susman Thomas Huff           |                      |
| Colorado Springs 1976 (detalhes) | Tai Babilonia Randy Gardner                 | Alice Cook William Fauver                   | Emily Benenson Jack Courtney          |                                    |                      |
| Hartford 1977 (detalhes)         | Tai Babilonia Randy Gardner                 | Gail Hamula Frank Sweiding                  | Sheryl Franks Michael Botticelli      | Lorene Mitchell Donald Mitchell    |                      |
| Portland 1978 (detalhes)         | Tai Babilonia Randy Gardner                 | Gail Hamula Frank Sweiding                  | Sheryl Franks Michael Botticelli      | Vicki Heasley Robert Waggenhoffer  |                      |
| Cincinnati 1979 (detalhes)       | Tai Babilonia Randy Gardner                 | Vicki Heasley Robert Wagenhoffer            | Sheryl Franks Michael Botticelli      | Tracey Prussack Scott Prussack     |                      |
| Atlanta 1980 (detalhes)          | Tai Babilonia Randy Gardner                 | Caitlin "Kitty" Carruthers Peter Carruthers | Sheryl Franks Michael Botticelli      | Vicki Heasley Robert Waggenhoffer  |                      |
| San Diego 1981 (detalhes)        | Caitlin "Kitty" Carruthers Peter Carruthers | Lea Ann Miller William Fauver               | Beth Flora Ken Flora                  | Maria DiDomenico Burt Lancon       |                      |
| Indianapolis 1982 (detalhes)     | Caitlin "Kitty" Carruthers Peter Carruthers | Maria DiDomenico Burt Lancon                | Lea Ann Miller William Fauver         | Vicki Heasley Peter Oppegard       |                      |
| Pittsburgh 1983 (detalhes)       | Caitlin "Kitty" Carruthers Peter Carruthers | Lea Ann Miller William Fauver               | Jill Watson Burt Lancon               | Gillian Wachsman Robert Daw        |                      |
| Salt Lake City 1984 (detalhes)   | Caitlin "Kitty" Carruthers Peter Carruthers | Lea Ann Miller William Fauver               | Jill Watson Burt Lancon               | Gillian Wachsman Robert Daw        |                      |
| Kansas City 1985 (detalhes)      | Jill Watson Peter Oppegard                  | Natalie Seybold Wayne Seybold               | Gillian Wachsman Todd Waggoner        | Susan Dungjen Jason Dungjen        |                      |
| Uniondale 1986 (detalhes)        | Gillian Wachsman Todd Waggoner              | Jill Watson Peter Oppegard                  | Natalie Seybold Wayne Seybold         | Katy Keeley Joseph Mero            |                      |
| Tacoma 1987 (detalhes)           | Jill Watson Peter Oppegard                  | Gillian Wachsman Todd Waggoner              | Katy Keeley Joseph Mero               | Natalie Seybold Wayne Seybold      |                      |
| Denver 1988 (detalhes)           | Jill Watson Peter Oppegard                  | Gillian Wachsman Todd Waggoner              | Natalie Seybold Wayne Seybold         | Katy Keeley Joseph Mero            |                      |
| Baltimore 1989 (detalhes)        | Kristi Yamaguchi Rudy Galindo               | Natalie Seybold Wayne Seybold               | Katy Keeley Joseph Mero               | Sharon Carz Doug Williams          |                      |
| Salt Lake City 1990 (detalhes)   | Kristi Yamaguchi Rudy Galindo               | Natasha Kuchiki Todd Sand                   | Sharon Carz Doug Williams             | Calla Urbanski Mark Naylor         |                      |
| Minneapolis 1991 (detalhes)      | Natasha Kuchiki Todd Sand                   | Calla Urbanski Rocky Marval                 | Jenni Meno Scott Wendland             | Sharon Carz Doug Williams          |                      |
| Orlando 1992 (detalhes)          | Calla Urbanski Rocky Marval                 | Jenni Meno Scott Wendland                   | Natasha Kuchiki Todd Sand             | Karen Courtland Todd Reynolds      |                      |
| Phoenix 1993 (detalhes)          | Calla Urbanski Rocky Marval                 | Jenni Meno Todd Sand                        | Karen Courtland Todd Reynolds         | Katie Wood Joel McKeever           |                      |
| Detroit 1994 (detalhes)          | Jenni Meno Todd Sand                        | Kyoko Ina Jason Dungjen                     | Karen Courtland Todd Reynolds         | Natasha Kuchiki Rocky Marval       |                      |
| Providence 1995 (detalhes)       | Jenni Meno Todd Sand                        | Kyoko Ina Jason Dungjen                     | Stephanie Stiegler Lance Travis       | Shelby Lyons Brian Wells           |                      |
| San Jose 1996 (detalhes)         | Jenni Meno Todd Sand                        | Kyoko Ina Jason Dungjen                     | Shelby Lyons Brian Wells              | Stephanie Stiegler John Zimmerman  |                      |
| Nashville 1997 (detalhes)        | Kyoko Ina Jason Dungjen                     | Jenni Meno Todd Sand                        | Stephanie Stiegler John Zimmerman     | Shelby Lyons Brian Wells           |                      |
| Filadélfia 1998 (detalhes)       | Kyoko Ina Jason Dungjen                     | Shelby Lyons Brian Wells                    | Danielle Hartsell Steve Hartsell      | Tiffany Stiegler Johnnie Stiegler  |                      |
| Salt Lake City 1999 (detalhes)   | Danielle Hartsell Steve Hartsell            | Kyoko Ina John Zimmerman                    | Laura Lynn Handy J. Paul Binnebose    | Tiffany Stiegler Johnnie Stiegler  |                      |
| Cleveland 2000 (detalhes)        | Kyoko Ina John Zimmerman                    | Tiffany Scott Philip Dulebohn               | Larisa Spielberg Craig Joeright       | Amanda Magarian Jered Guzman       |                      |
| Boston 2001 (detalhes)           | Kyoko Ina John Zimmerman                    | Tiffany Scott Philip Dulebohn               | Danielle Hartsell Steve Hartsell      | Stephanie Kalesavich Aaron Parchem |                      |
| Los Angeles 2002 (detalhes)      | Kyoko Ina John Zimmerman                    | Tiffany Scott Philip Dulebohn               | Stephanie Kalesavich Aaron Parchem    | Rena Inoue John Baldwin            |                      |
| Dallas 2003 (detalhes)           | Tiffany Scott Philip Dulebohn               | Katie Orscher Garrett Lucash                | Rena Inoue John Baldwin               | Larisa Spielberg Craig Joeright    |                      |
| Atlanta 2004 (detalhes)          | Rena Inoue John Baldwin                     | Katie Orscher Garrett Lucash                | Tiffany Scott Philip Dulebohn         | Jennifer Don Jonathon Hunt         |                      |
| Portland 2005 (detalhes)         | Katie Orscher Garrett Lucash                | Rena Inoue John Baldwin                     | Marcy Hinzmann Aaron Parchem          | Tiffany Scott Philip Dulebohn      |                      |
| St. Louis 2006 (detalhes)        | Rena Inoue John Baldwin                     | Marcy Hinzmann Aaron Parchem                | Katie Orscher Garrett Lucash          | Tiffany Scott Rusty Fein           |                      |
| Spokane 2007 (detalhes)          | Brooke Castile Benjamin Okolski             | Rena Inoue John Baldwin                     | Naomi Nari Nam Themistocles Leftheris | Amanda Evora Mark Ladwig           |                      |
| Saint Paul 2008 (detalhes)       | Keauna McLaughlin Rockne Brubaker           | Rena Inoue John Baldwin                     | Brooke Castile Benjamin Okolski       | Tiffany Vise Derek Trent           |                      |
| Cleveland 2009 (detalhes)        | Keauna McLaughlin Rockne Brubaker           | Caydee Denney Jeremy Barrett                | Rena Inoue John Baldwin               | Amanda Evora Mark Ladwig           |                      |
| Spokane 2010 (detalhes)          | Caydee Denney Jeremy Barrett                | Amanda Evora Mark Ladwig                    | Rena Inoue John Baldwin               | Brooke Castile Benjamin Okolski    |                      |
| Greensboro 2011 (detalhes)       | Caitlin Yankowskas John Coughlin            | Amanda Evora Mark Ladwig                    | Caydee Denney Jeremy Barrett          | Mary Beth Marley Rockne Brubaker   |                      |
| San José 2012 (detalhes)         | Caydee Denney John Coughlin                 | Mary Beth Marley Rockne Brubaker            | Amanda Evora Mark Ladwig              | Gretchen Donlan Andrew Speroff     |                      |
| Omaha 2013 (detalhes)            | Marissa Castelli Simon Shnapir              | Alexa Scimeca Christopher Knierim           | Felicia Zhang Nathan Bartholomay      | Lindsay Davis Mark Ladwig          |                      |
| Boston 2014 (detalhes)           | Marissa Castelli Simon Shnapir              | Felicia Zhang Nathan Bartholomay            | Caydee Denney John Coughlin           | Alexa Scimeca Christopher Knierim  |                      |
| Greensboro 2015 (detalhes)       | Alexa Scimeca Christopher Knierim           | Haven Denney Brandon Frazier                | Tarah Kayne Danny O'Shea              | Madeline Aaron Max Settlage        |                      |
| Saint Paul 2016 (detalhes)       | Tarah Kayne Danny O'Shea                    | Alexa Scimeca Christopher Knierim           | Marissa Castelli Mervin Tran          | Madeline Aaron Max Settlage        |                      |
| Kansas City 2017 (detalhes)      | Haven Denney Brandon Frazier                | Marissa Castelli Mervin Tran                | Ashley Cain Timothy LeDuc             | Deanna Stellato Nathan Bartholomay |                      |
| San José 2018 (detalhes)         | Alexa Scimeca Knierim Chris Knierim         | Tarah Kayne Danny O'Shea                    | Deanna Stellato Nathan Bartholomay    | Ashley Cain Timothy LeDuc          |                      |
| Referências:                     |                                             |                                             |                                       |                                    |                      |

### Dança no gelo
| Evento                           | Ouro                                 | Prata                               | Bronze                                 | Peltre                                     |
| Nova Iorque 1936 (detalhes)      | Marjorie Parker Joseph Savage        | Nettie Prantell Harold Hartshorne   | Clara Frothingham Ashton Parmeter      |                                            |
| Chicago 1937 (detalhes)          | Nettie Prantell Harold Hartshorne    | Marjorie Parker Joseph Savage       | Ardelle Kloss Roland Janson            |                                            |
| Filadélfia 1938 (detalhes)       | Nettie Prantell Harold Hartshorne    | Katherine Durbrow Joseph Savage     | Louise W. Atwell Otto Dallmayr         | Marjorie Parker George Boltres             |
| Saint Paul 1939 (detalhes)       | Sandy MacDonald Harold Hartshorne    | Nettie Prantell Joseph Savage       | Marjorie Parker George Boltres         |                                            |
| Cleveland 1940 (detalhes)        | Sandy MacDonald Harold Hartshorne    | Nettie Prantell George Boltres      | Vernafay Thysell Paul Harrington       |                                            |
| Boston 1941 (detalhes)           | Sandy MacDonald Harold Hartshorne    | Elizabeth Kennedy Eugene Turner     | Edith Whetstone A.L. Richards          |                                            |
| Chicago 1942 (detalhes)          | Edith Whetstone Alfred N. Richards   | Sandy MacDonald Harold Hartshorne   | Ramona Allen Herman Torrano            |                                            |
| Nova Iorque 1943 (detalhes)      | Marcella May James Lochead           | Marjorie Parker Smith Joseph Savage | Nettie Prantell Harold Hartshorne      |                                            |
| Minneapolis 1944 (detalhes)      | Marcella May James Lochead           | Kathe Mehl Harold Hartshorne        | Mary Anderson Jack Anderson            |                                            |
| Nova Iorque 1945 (detalhes)      | Kathe Mehl Williams Robert Swenning  | Marcella May Willis James Lochead   | Anne Davies Carleton Hoffner           |                                            |
| Chicago 1946 (detalhes)          | Anne Davies Carleton Hoffner         | Lois Waring Walter Bainbridge       | Carmel Waterbury Edward Bodel          |                                            |
| Berkeley 1947 (detalhes)         | Lois Waring Walter Bainbridge        | Anne Davies Carleton Hoffner        | Marcella Willis Frank Davenport        |                                            |
| Colorado Springs 1948 (detalhes) | Lois Waring Walter Bainbridge        | Anne Davies Carleton Hoffner        | Irene Maguire Frank Davenport          |                                            |
| Colorado Springs 1949 (detalhes) | Lois Waring Walter Bainbridge        | Irene Maguire Walter Muehlbronner   | Carmel Bodel Edward Bodel              |                                            |
| Washington DC 1950 (detalhes)    | Lois Waring Michael McGean           | Irene Maguire Walter Muehlbronner   | Anne Davies Carleton Hoffner           |                                            |
| Seattle 1951 (detalhes)          | Carmel Bodel Edward Bodel            | Virginia Hoyns Donald Jacoby        | Carol Ann Peters Daniel Ryan           |                                            |
| Colorado Springs 1952 (detalhes) | Lois Waring Michael McGean           | Carol Ann Peters Daniel Ryan        | Carmel Bodel Edward Bodel              |                                            |
| Hershey 1953 (detalhes)          | Carol Ann Peters Daniel Ryan         | Virginia Hoyns Donald Jacoby        | Carmel Bodel Edward Bodel              |                                            |
| Los Angeles 1954 (detalhes)      | Carmel Bodel Edward Bodel            | Phyllis Forney Martin Forney        | Patsy Reidel Roland Junso              |                                            |
| Colorado Springs 1955 (detalhes) | Carmel Bodel Edward Bodel            | Joan Zamboni Roland Junso           | Phyllis Forney Martin Forney           |                                            |
| Filadélfia 1956 (detalhes)       | Joan Zamboni Roland Junso            | Carmel Bodel Edward Bodel           | Sidney Arnold Franklin Nelson          |                                            |
| Berkeley 1957 (detalhes)         | Sharon McKenzie Bert Wright          | Andree Anderson Donald Jacoby       | Joan Zamboni Roland Junso              |                                            |
| Minneapolis 1958 (detalhes)      | Andree Anderson Donald Jacoby        | Claire O'Neil John Bejshak Jr.      | Susan Sebo Tim Brown                   |                                            |
| Rochester 1959 (detalhes)        | Andree Anderson Jacoby Donald Jacoby | Margie Ackles Charles Phillips      | Judy Ann Lamar Ronald Ludington        | Susan Sebo Tim Brown                       |
| Seattle 1960 (detalhes)          | Margie Ackles Charles Phillips       | Marilyn Meeker Larry Pierce         | Yvonne Littlefield Roger Campbell      | Thomasine Pierce Roy Speeg                 |
| Colorado Springs 1961 (detalhes) | Diane Sherbloom Larry Pierce         | Dona Lee Carrier Roger Campbell     | Patricia Dineen Robert Dineen          | Jan Jacobsen Marshall Campbell             |
| Boston 1962 (detalhes)           | Yvonne Littlefield Peter Betts       | Dorothyann Nelson Pieter Kollen     | Lorna Dyer King Cole                   | Rosemary McEvoy Ralph Owen                 |
| Long Beach 1963 (detalhes)       | Sally Schantz Stanley Urban          | Yvonne Littlefield Peter Betts      | Lorna Dyer John Carrell                |                                            |
| Cleveland 1964 (detalhes)        | Darlene Streich Charles Fetter       | Carole MacSween Robert Munz         | Lorna Dyer John Carrell                |                                            |
| Lake Placid 1965 (detalhes)      | Kristin Fortune Dennis Sveum         | Lorna Dyer John Carrell             | Susan Urban Stanley Urban              | Carole MacSween Robert Munz                |
| Berkeley 1966 (detalhes)         | Kristin Fortune Dennis Sveum         | Lorna Dyer John Carrell             | Susan Urban Stanley Urban              |                                            |
| Omaha 1967 (detalhes)            | Lorna Dyer John Carrell              | Alma Davenport Roger Berry          | Judy Schwomeyer James Sladky           | Dolly Rodenbaugh Tom Lescinski             |
| Filadélfia 1968 (detalhes)       | Judy Schwomeyer James Sladky         | Vicki Camper Eugene Heffron         | Debbie Gerken Raymond Tiedemann        |                                            |
| Seattle 1969 (detalhes)          | Judy Schwomeyer James Sladky         | Joan Bitterman Brad Hislop          | Debbie Gerken Raymond Tiedemann        |                                            |
| Tulsa 1970 (detalhes)            | Judy Schwomeyer James Sladky         | Anne Millier Harvey Millier         | Debbie Ganson Brad Hislop              | Kathy West Paul Spruell                    |
| Buffalo 1971 (detalhes)          | Judy Schwomeyer James Sladky         | Anne Millier Harvey Millier         | Mary Campbell Johnny Johns             | Debbie Ganson Brad Hislop                  |
| Long Beach 1972 (detalhes)       | Judy Schwomeyer James Sladky         | Anne Millier Harvey Millier         | Mary Campbell Johnny Johns             | Debbie Ganson Brad Hislop                  |
| Minneapolis 1973 (detalhes)      | Mary Campbell Johnny Johns           | Anne Millier Harvey Millier         | Jane Pankey Richard Horne              |                                            |
| Providence 1974 (detalhes)       | Colleen O'Connor Jim Millns          | Anne Millier Harvey Millier         | Michelle Ford Glenn Patterson          |                                            |
| Oakland 1975 (detalhes)          | Colleen O'Connor Jim Millns          | Judi Genovesi Kent Weigle           | Michelle Ford Glenn Patterson          | Anne Millier Harvey Millier                |
| Colorado Springs 1976 (detalhes) | Colleen O'Connor Jim Millns          | Judi Genovesi Kent Weigle           | Susan Kelley Andrew Stroukoff          |                                            |
| Hartford 1977 (detalhes)         | Judi Genovesi Kent Weigle            | Susan Kelley Andrew Stroukoff       | Michelle Ford Glenn Patterson          | Stacey Smith John Summers                  |
| Portland 1978 (detalhes)         | Stacey Smith John Summers            | Carol Fox Richard Dalley            | Susan Kelley Andrew Stroukoff          | Kim Krohn Barry Hagan                      |
| Cincinnati 1979 (detalhes)       | Stacey Smith John Summers            | Carol Fox Richard Dalley            | Judy Blumberg Michael Seibert          |                                            |
| Atlanta 1980 (detalhes)          | Stacey Smith John Summers            | Judy Blumberg Michael Seibert       | Carol Fox Richard Dalley               | Kim Krohn Barry Hagan                      |
| San Diego 1981 (detalhes)        | Judy Blumberg Michael Seibert        | Carol Fox Richard Dalley            | Kim Krohn Barry Hagan                  |                                            |
| Indianapolis 1982 (detalhes)     | Judy Blumberg Michael Seibert        | Carol Fox Richard Dalley            | Elisa Spitz Scott Gregory              | Kim Krohn Barry Hagan                      |
| Pittsburgh 1983 (detalhes)       | Judy Blumberg Michael Seibert        | Elisa Spitz Scott Gregory           | Carol Fox Richard Dalley               | Renée Roca Donald Adair                    |
| Salt Lake City 1984 (detalhes)   | Judy Blumberg Michael Seibert        | Carol Fox Richard Dalley            | Elisa Spitz Scott Gregory              |                                            |
| Kansas City 1985 (detalhes)      | Judy Blumberg Michael Seibert        | Renée Roca Donald Adair             | Suzanne Semanick Scott Gregory         | Lois Luciani Russ Witherby                 |
| Uniondale 1986 (detalhes)        | Renée Roca Donald Adair              | Suzanne Semanick Scott Gregory      | Lois Luciani Russ Witherby             | Susan Wynne Joseph Druar                   |
| Tacoma 1987 (detalhes)           | Suzanne Semanick Scott Gregory       | Renée Roca Donald Adair             | Susan Wynne Joseph Druar               | April Sargent Russ Witherby                |
| Denver 1988 (detalhes)           | Suzanne Semanick Scott Gregory       | Susan Wynne Joseph Druar            | April Sargent Russ Witherby            | Renée Roca James Yorke                     |
| Baltimore 1989 (detalhes)        | Susan Wynne Joseph Druar             | April Sargent Russ Witherby         | Suzanne Semanick Ron Kravette          | Jeanne Miley Michael Verlich               |
| Salt Lake City 1990 (detalhes)   | Susan Wynne Joseph Druar             | April Sargent Russ Witherby         | Suzanne Semanick Ron Kravette          | Jeanne Miley Michael Verlich               |
| Minneapolis 1991 (detalhes)      | Elizabeth Punsalan Jerod Swallow     | April Sargent Russ Witherby         | Jeanne Miley Michael Verlich           | Elizabeth McLean Ron Kravette              |
| Orlando 1992 (detalhes)          | April Sargent Thomas Russ Witherby   | Rachel Mayer Peter Breen            | Elizabeth Punsalan Jerod Swallow       |                                            |
| Phoenix 1993 (detalhes)          | Renée Roca Gorsha Sur                | Susan Wynne Russ Witherby           | Elizabeth Punsalan Jerod Swallow       | Amy Webster Ron Kravette                   |
| Detroit 1994 (detalhes)          | Elizabeth Punsalan Jerod Swallow     | Susan Wynne Russ Witherby           | Amy Webster Ron Kravette               | Wendy Millette Jason Tebo                  |
| Providence 1995 (detalhes)       | Renée Roca Gorsha Sur                | Elizabeth Punsalan Jerod Swallow    | Amy Webster Ron Kravette               | Kate Robinson Peter Breen                  |
| San Jose 1996 (detalhes)         | Elizabeth Punsalan Jerod Swallow     | Renée Roca Gorsha Sur               | Eve Chalom Mathew Gates                | Kate Robinson Peter Breen                  |
| Nashville 1997 (detalhes)        | Elizabeth Punsalan Jerod Swallow     | Eve Chalom Mathew Gates             | Kate Robinson Peter Breen              | Amy Webster Ron Kravette                   |
| Filadélfia 1998 (detalhes)       | Elizabeth Punsalan Jerod Swallow     | Jessica Joseph Charles Butler       | Naomi Lang Peter Tchernyshev           | Eve Chalom Mathew Gates                    |
| Salt Lake City 1999 (detalhes)   | Naomi Lang Peter Tchernyshev         | Eve Chalom Mathew Gates             | Deborah Koegel Oleg Fediukov           | Beata Handra Charles Sinek                 |
| Cleveland 2000 (detalhes)        | Naomi Lang Peter Tchernyshev         | Jamie Silverstein Justin Pekarek    | Deborah Koegel Oleg Fediukov           | Beata Handra Charles Sinek                 |
| Boston 2001 (detalhes)           | Naomi Lang Peter Tchernyshev         | Tanith Belbin Benjamin Agosto       | Jessica Joseph Brandon Forsyth         | Beata Handra Charles Sinek                 |
| Los Angeles 2002 (detalhes)      | Naomi Lang Peter Tchernyshev         | Tanith Belbin Benjamin Agosto       | Melissa Gregory Denis Petukhov         | Beata Handra Charles Sinek                 |
| Dallas 2003 (detalhes)           | Naomi Lang Peter Tchernyshev         | Tanith Belbin Benjamin Agosto       | Melissa Gregory Denis Petukhov         | Loren Galler-Rabinowitz David Mitchell     |
| Atlanta 2004 (detalhes)          | Tanith Belbin Benjamin Agosto        | Melissa Gregory Denis Petukhov      | Loren Galler-Rabinowitz David Mitchell | Kendra Goodwin Brent Bommentre             |
| Portland 2005 (detalhes)         | Tanith Belbin Benjamin Agosto        | Melissa Gregory Denis Petukhov      | Lydia Manon Ryan O'Meara               | Tiffany Stiegler Sergey Magerovskiy        |
| St. Louis 2006 (detalhes)        | Tanith Belbin Benjamin Agosto        | Melissa Gregory Denis Petukhov      | Jamie Silverstein Ryan O'Meara         | Morgan Matthews Maxim Zavozin              |
| Spokane 2007 (detalhes)          | Tanith Belbin Benjamin Agosto        | Melissa Gregory Denis Petukhov      | Meryl Davis Charlie White              | Kimberly Navarro Brent Bommentre           |
| Saint Paul 2008 (detalhes)       | Tanith Belbin Benjamin Agosto        | Meryl Davis Charlie White           | Kimberly Navarro Brent Bommentre       | Emily Samuelson Evan Bates                 |
| Cleveland 2009 (detalhes)        | Meryl Davis Charlie White            | Emily Samuelson Evan Bates          | Kimberly Navarro Brent Bommentre       | Madison Hubbell Keiffer Hubbell            |
| Spokane 2010 (detalhes)          | Meryl Davis Charlie White            | Tanith Belbin Benjamin Agosto       | Emily Samuelson Evan Bates             | Kimberly Navarro Brent Bommentre           |
| Greensboro 2011 (detalhes)       | Meryl Davis Charlie White            | Maia Shibutani Alex Shibutani       | Madison Chock Greg Zuerlein            | Madison Hubbell Keiffer Hubbell            |
| San José 2012 (detalhes)         | Meryl Davis Charlie White            | Maia Shibutani Alex Shibutani       | Madison Hubbell Zachary Donohue        | Lynn Kriengkrairut Logan Giulietti-Schmitt |
| Omaha 2013 (detalhes)            | Meryl Davis Charlie White            | Madison Chock Evan Bates            | Maia Shibutani Alex Shibutani          | Madison Hubbell Zachary Donohue            |
| Boston 2014 (detalhes)           | Meryl Davis Charlie White            | Madison Chock Evan Bates            | Maia Shibutani Alex Shibutani          | Madison Hubbell Zachary Donohue            |
| Greensboro 2015 (detalhes)       | Madison Chock Evan Bates             | Maia Shibutani Alex Shibutani       | Madison Hubbell Zachary Donohue        | Kaitlin Hawayek Jean-Luc Baker             |
| Saint Paul 2016 (detalhes)       | Maia Shibutani Alex Shibutani        | Madison Chock Evan Bates            | Madison Hubbell Zachary Donohue        | Anastasia Cannuscio Colin McManus          |
| Kansas City 2017 (detalhes)      | Maia Shibutani Alex Shibutani        | Madison Chock Evan Bates            | Madison Hubbell Zachary Donohue        | Elliana Pogrebinsky Alex Benoit            |
| San José 2018 (detalhes)         | Madison Hubbell Zachary Donohue      | Maia Shibutani Alex Shibutani       | Madison Chock Evan Bates               | Kaitlin Hawayek Jean-Luc Baker             |
| Referências:                     |                                      |                                     |                                        |                                            |